# 豊中市立第十四中学校
豊中市立第十四中学校（とよなかしりつ だいじゅうよんちゅうがっこう）は、大阪府豊中市北緑丘1丁目に存在する公立中学校。
1978年に開校した。豊中市内の中学校では最北に位置し、箕面市との境界付近を校区とする。創立記念日は9月16日。

## 沿革
- 1978年
  - 4月1日 - 豊中市立第二中学校から分離され、豊中市立第十四中学校として現在地に開校。
  - 9月16日 - 開校記念式典を実施。この日を創立記念日とする。
- 1983年1月18日 - 校歌発表記念式典。
- 1992年7月31日 - 運動場体育倉庫竣工。
- 1997年5月29日 - ボランティア活動普及事業協力校に指定される。
- 1998年4月23日 - 豊中市体力づくり研究推進校に指定される。

## 校歌
- 西畑一男作詞・国語科補作／辻井市太郎作曲

## 通学区域
- 豊中市立野畑小学校と豊中市立北緑丘小学校の通学区域[1]。

## 交通
- 阪急バス「春日町四丁目」バス停から南へ約300m。
- 阪急バス「北緑丘団地」または「北緑丘」バス停から西へ約250m。
- 牧落駅 南東へ約1.5km。
- 少路駅 北へ約1.9km。

## 著名な卒業生
- 坂井隆一郎（陸上）
- 廣瀬俊朗（ラグビー）
- 猪狩秀平（HEY-SMITH）
- 矢野ペペ（パラシュート部隊）
- 西野創人（コロコロチキチキペッパーズ）
- 藤江萌（タレント）